# تشارلز أكستل
تشارلز أكستل (بالإنجليزية: Charles Axtell)‏ هو لاعب رماية أمريكي، ولد في 29 يناير 1859 في سبرينغفيلد في الولايات المتحدة، وتوفي بنفس المكان في 24 نوفمبر 1932.

## وصلات خارجية
- تشارلز أكستل على موقع أوليمبيديا (الإنجليزية)